# Rhus quartiniana
Rhus quartiniana là một loài thực vật có hoa trong họ Đào lộn hột. Loài này được A.Rich. miêu tả khoa học đầu tiên năm 1847.